# 三本スゲユウタ
三本スゲユウタ（さんぼんスゲユウタ、1985年12月1日 - ）は、日本のお笑い芸人。
福島県出身。吉本興業東京本社（東京吉本、厳密には子会社のよしもとクリエイティブ・エージェンシー）所属。東京NSC13期生。

## 人物
- 福島県立福島西高等学校卒業後上京し、織田福祉専門学校（現在は閉校）に入学。2年間介護を学び、その後2007年に東京NSCに入学し、2008年卒業（デビュー）。
- 3人兄弟の末っ子。
- 中2の頃のコンビ結成がお笑い芸人になるきっかけである。
- 水泳とバスケットボールが得意。高校時代はバスケ部に所属していた。ライブにバスケ部時代のユニフォームで登場したこともある。
- 専門学校生時代は、昼間は介護の勉強をし、夜は主に横浜方面のクラブにてDJSanbonとしてHip-hopを中心にプレイしていた。
- 珍しい名前（本名）であるがゆえ、ライブのMCにきちんと名前を呼んでもらえないことが多い。

## 芸風
- ラップ全般を得意とするラッパー芸人。オリジナルの唄やダンスを取り入れた芸風である。
- 初期は「独りだるまさんがころんだ」「独りあっちむいてホイ」などの独り遊びネタが多かったが、「トーマスラップ」「犬のおまわりさん」などオリジナルのヒップホップソングや「ラップ日本昔話桃太郎」のようなラップ漫談にも挑戦している。
- 衣装はジャージ姿であることが多い。稀にスーツやシャツの時もある。本人曰く「別にこだわっているわけではないけどこれ（ジャージ）よりかっこいいものがない」

## エピソード
2010年4月、先輩芸人カナリアの「神保町でおしゃべり」トークライブのコーナー「安達くん、もっと若手芸人を見てよ」に、ボン溝黒に呼ばれゲスト出演した。カナリアがMCを務めたAGEAGEチャレンジに出演したことが2度あり、その際安達健太郎に「素朴で昭和のかおりがする」「一推しですよ」と気に入られていた。また、このトークライブに同じく呼ばれ出演した若手芸人自然のいえの三浦唯歌による手相占いでは、「馬鹿でスケベ。ユニーク線がある。方向性はこのままでよい。将来女の子4人に恵まれる」などと占われた。

## 出演番組
- エンタの天使 （日本テレビ、2009年10月1日）キャッチコピーは「クラブ育ちの遊戯王」